# Jovana Jović
Jovana Jović (serbisch-kyrillisch Јована Јовић; * 30. September 1993 in Belgrad, als Jovana Jakšić serbisch-kyrillisch Јована Јакшић) ist eine ehemalige serbische Tennisspielerin.

## Karriere
Jović spielt überwiegend ITF-Turniere, sie gewann bisher 17 Einzel- und vier Doppeltitel. Bei Grand-Slam-Turnieren ist sie bereits mehrfach in der Qualifikation angetreten; 2014 bei den French Open erreichte sie erstmals das Hauptfeld, scheiterte aber in der ersten Runde an Daniela Hantuchová.
Ihre größten Erfolge auf der WTA Tour konnte Jović bislang in Monterrey feiern. Dort erreichte sie 2013 die zweite Runde; 2014 zog sie sogar ins Finale ein, das sie gegen ihre Landsfrau, die ehemalige Weltranglistenerste Ana Ivanović, mit 2:6, 1:6 verlor.
2014 spielte Jović erstmals für die serbische Fed-Cup-Mannschaft, für die sie in fünf Partien bislang zwei Siege im Doppel erringen konnte.

## Turniersiege

### Einzel
| Nr. | Datum              | Turnier    | Kategorie   | Belag             | Finalgegnerin          | Ergebnis        |
| --- | ------------------ | ---------- | ----------- | ----------------- | ---------------------- | --------------- |
| 1.  | Juli 2011          | Prokuplje  | ITF $10.000 | Sand              | Zsófia_Susányi         | 6:2, 6:3        |
| 2.  | November 2011      | Antalya    | ITF $10.000 | Sand              | Ganna Poschnischirenko | 6:4, 6:3        |
| 3.  | März 2012          | Mumbai     | ITF $10.000 | Hartplatz         | Keren Shlomo           | 6:3, 7:65       |
| 4.  | 29. September 2012 | Antalya    | ITF $10.000 | Sand              | Zuzana Zalabská        | 7:5, 7:5        |
| 5.  | 13. Oktober 2012   | Antalya    | ITF $10.000 | Sand              | Lena-Marie Hofmann     | 6:2, 6:3        |
| 6.  | 4. November 2012   | Antalya    | ITF $10.000 | Sand              | Ganna Poschnischirenko | 6:2, 7:63       |
| 7.  | 10. November 2012  | Antalya    | ITF $10.000 | Sand              | Ana Konjuh             | 6:3, 6:1        |
| 8.  | 24. November 2012  | Antalya    | ITF $10.000 | Sand              | Laura-Ioana Andrei     | 6:2, 6:0        |
| 9.  | 17. Februar 2013   | Antalya    | ITF $10.000 | Sand              | Jasmina Tinjić         | 5:2 Aufgabe     |
| 10. | 25. Februar 2013   | Antalya    | ITF $10.000 | Sand              | Ioana Ducu             | 6:2, 7:5        |
| 11. | 14. April 2013     | Poza Rica  | ITF $25.000 | Hartplatz         | Julia Cohen            | 2:6, 6:3, 6:4   |
| 12. | 19. Mai 2013       | Balikpapan | ITF $25.000 | Hartplatz         | Yang Zi                | 6:3, 6:2        |
| 13. | 26. Mai 2013       | Tarakan    | ITF $25.000 | Hartplatz (Halle) | Li Ting                | 6:3, 6:2        |
| 14. | 23. Februar 2014   | Surprise   | ITF $25.000 | Hartplatz (Halle) | Tamira Paszek          | 4:6, 7:613, 7:5 |
| 15. | 25. Oktober 2015   | Saguenay   | ITF $50.000 | Hartplatz (Halle) | Amra Sadikovic         | 6:3, 6:75, 6:1  |
| 16. | 4. Juni 2017       | Wuhan      | ITF $25.000 | Hartplatz         | Liu Fangzhou           | 6:0, 3:6, 6:2   |
| 17. | 26. Mai 2019       | Karuizawa  | ITF W25     | Teppich           | Momoko Kobori          | 6:1, 4:6, 7:5   |

### Doppel
| Nr. | Datum              | Turnier         | Kategorie   | Belag     | Partnerin         | Finalgegnerinnen                 | Ergebnis         |
| --- | ------------------ | --------------- | ----------- | --------- | ----------------- | -------------------------------- | ---------------- |
| 1.  | 29. August 2015    | Winnipeg        | ITF $25.000 | Hartplatz | Sharon Fichman    | Kristie Ahn Lorraine Guillermo   | 6:2, 6:1         |
| 2.  | 30. April 2017     | Charlottesville | ITF $60.000 | Sand      | Catalina Pella    | Madison Brengle Danielle Collins | 6:4, 7:65        |
| 3.  | 30. September 2017 | Stillwater      | ITF $25.000 | Hartplatz | Caitlin Whoriskey | Harriet Dart An-Sophie Mestach   | 4:6, 6:4, [10:3] |
| 4.  | 28. Juli 2018      | Ashland         | ITF $60.000 | Hartplatz | Renata Zarazúa    | Sanaz Marand Whitney Osuigwe     | 6:3, 5:7, [10:4] |

## Persönliches
Im November 2019 hat sie geheiratet.